# Stade de la Maladière
Pour l'ancien stade, voir Stade de la Maladière (1924 – 2004).
Le stade de la Maladière est un stade de football localisé à Neuchâtel en Suisse, au bord du lac de Neuchâtel. Cette enceinte est notamment celle du club du Neuchâtel Xamax FCS.
Le stade de la Maladière dispose d'un terrain synthétique de 3e génération, homologué FIFA, et fait partie d'un centre multifonctionnel (salles de sports, centre commercial, caserne de pompiers).

## Toponymie
Le stade où évolue Neuchâtel Xamax est situé dans le quartier de la Maladière, qui tire son nom de l’endroit où l’on soignait les malades au Moyen Âge. En effet, de peur des maladies, les hôpitaux étaient souvent situés à l’écart des villes. En outre, au sens étroit du terme, une « maladière » est une léproserie.

## Histoire

### L'ancien stade
L'ancien stade, construit à l'origine pour le FC Cantonal Neuchâtel, fut en service du 6 septembre 1924 à mai 2004 (c'est le 29 mai 2004 que le dernier match est joué). Le 5 juin 2004, le stade est officiellement fermé et la démolition commence 2 jours plus tard.

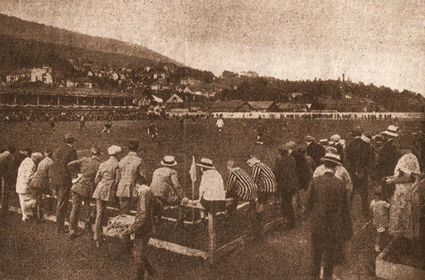
Le stade de la Maladière vers les années 1950.

### Le nouveau stade
La pose symbolique de la première pierre a eu lieu le 27 mai 2005.
L’inauguration du stade de La Maladière, le 18 février 2007, marque l’aboutissement d’un des plus grands projets d’urbanisme jamais réalisés en ville de Neuchâtel. Il n’aura fallu que deux ans et huit mois, depuis la démolition de l’ancien stade, pour que cette construction de grande envergure voie le jour.
Le match inaugural s'est soldé par une victoire contre le rival cantonal du FC La Chaux-de-Fonds sur le score de 3-2. Les Xamaxiens ne sont battus qu'une fois à domicile sur le reste de la saison (contre les YF Juventus, 0-1), ce qui leur permet de remonter en Super League.

## Événements

### Matchs internationaux
En 2017, l'équipe de Suisse dispute sa première rencontre internationale dans le nouvel écrin :
| Date          | Adversaire  | Résultat | Spectateurs | Compétition  |
| ------------- | ----------- | -------- | ----------- | ------------ |
| 1er juin 2017 | Biélorussie | 1-0      | 10 200      | Match amical |

| Date             | Adversaire | Résultat | Spectateurs | Compétition                                                 |
| ---------------- | ---------- | -------- | ----------- | ----------------------------------------------------------- |
| 19 novembre 2019 | France M21 | 3-1      | 9 500       | Qualification Championnat d'Europe de football espoirs 2021 |

## Chiffres
Complexe de la Maladière : 54 boutiques, 28 000 m2 de surface commerciale, 410 emplois, 930 places de parc, 6 salles de sport, une caserne de pompiers, 730 m2 de panneaux solaires et un stade de 12 000 places assises pour 230 millions d’investissement.
185 m de longueur, 115 m de largeur, 450 000 m2 (volume SIA), 7 mètres au-dessous du niveau du lac de Neuchâtel, 25 mètres de hauteur, 300 000 m3 de matériaux excavés et évacués, 1 100 micropieux de 12 m de profondeur pour « ancrer » le bâtiment, 11 600 m2 de tôle pour la toiture, 10 000 m2 de palplanches en métal, 50 000 m3 de béton coulés sur place, 4 600 tonnes d’acier pour les armatures, 1 150 tonnes d’acier pour la charpente métallique.

## Galerie

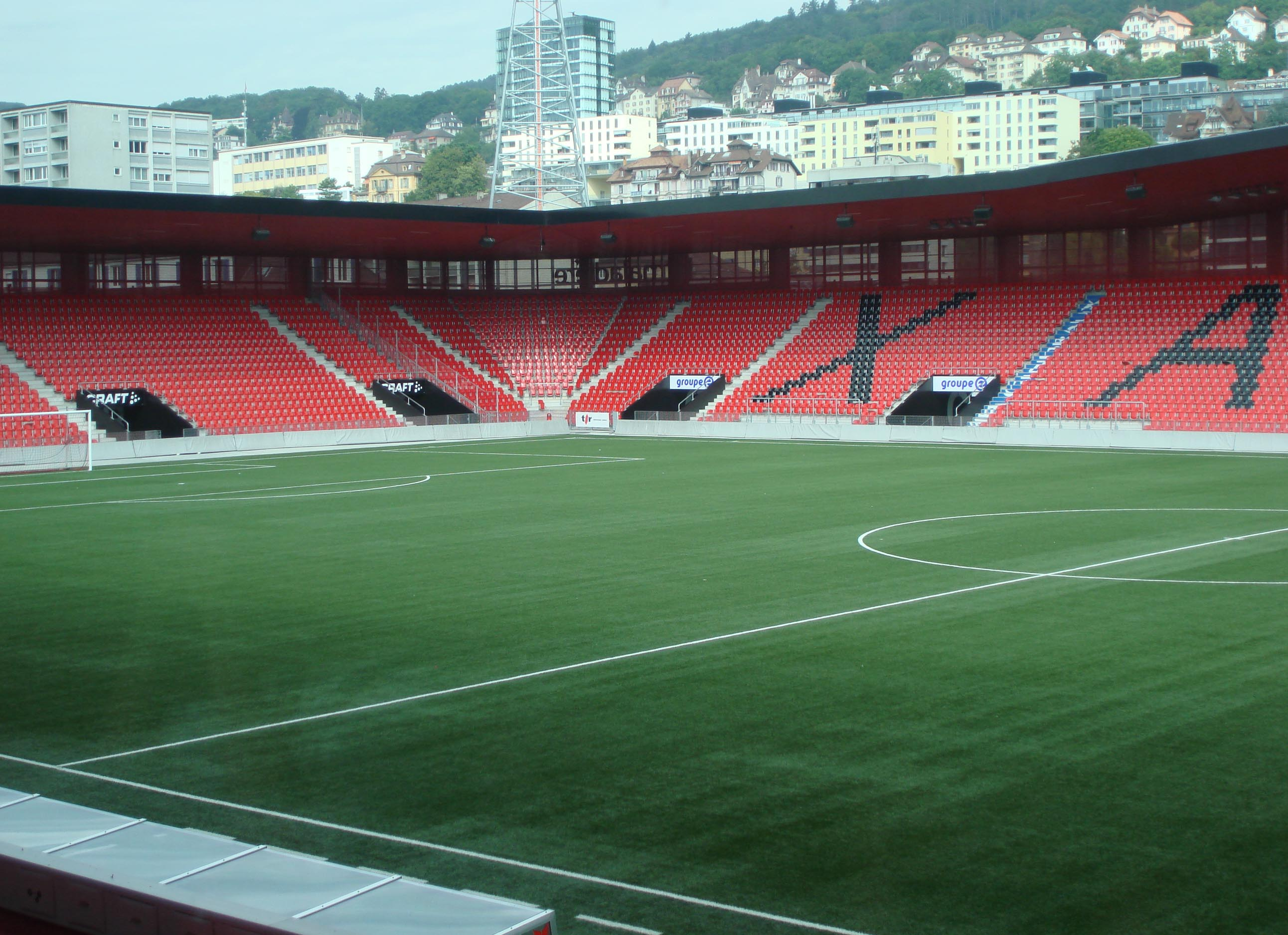
L'intérieur du stade.
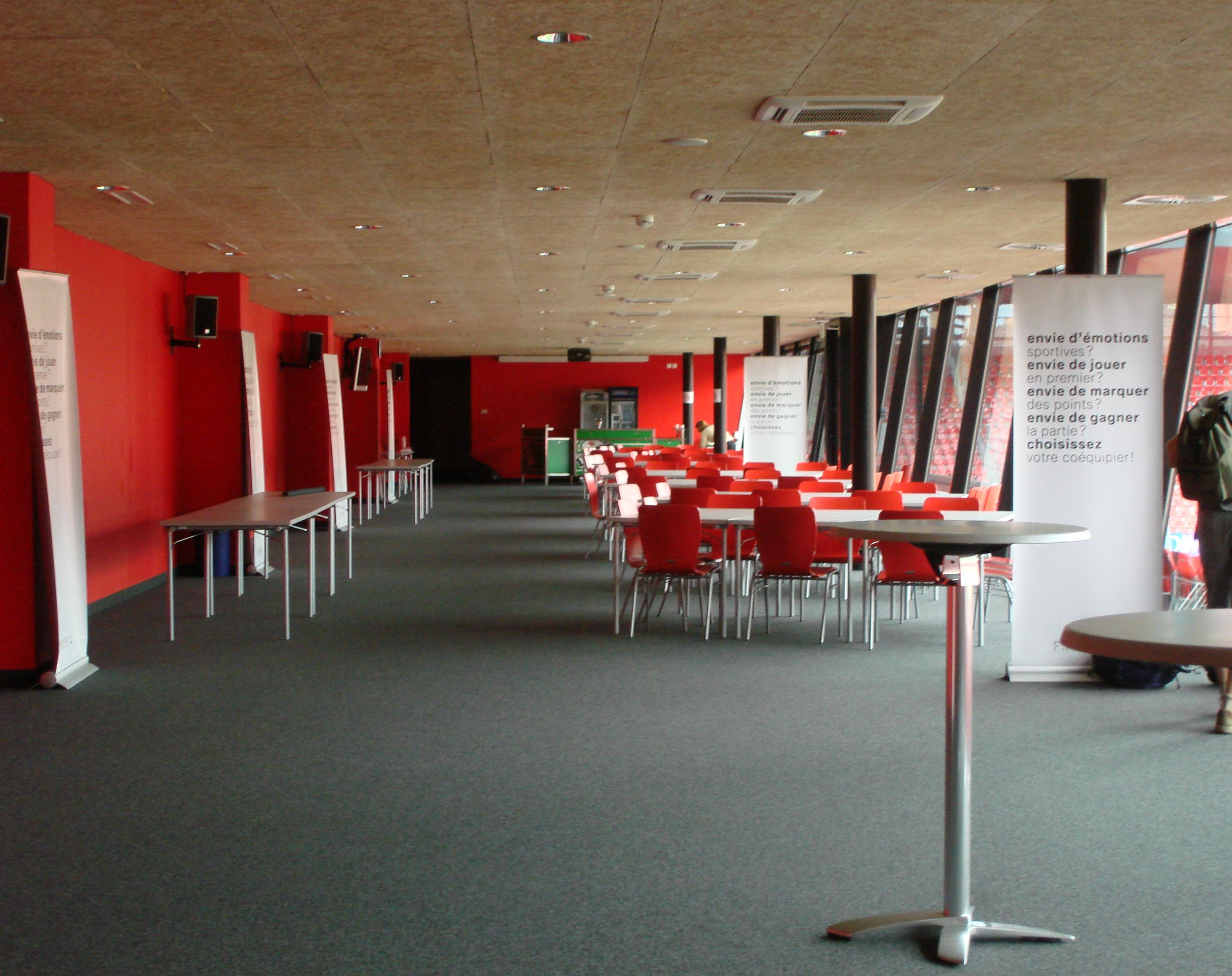
Loge.